# 伊万娜·杰里西洛
伊万娜·杰里西洛（羅馬化：Ivana Đerisilo，1983年8月8日—），塞尔维亚女子排球运动员。她曾代表塞尔维亚参加2008年和2012年夏季奥林匹克运动会排球比赛，最好名次为2008年奥运会的第五名。